# باول بارنز (مصمم جرافيك)
باول بارنز (بالإنجليزية: Paul Barnes)‏ هو مصمم جرافيك بريطاني، ولد في 1970 في هارلو في المملكة المتحدة.